# (34255) 2000 QR115
2000 QR115 (asteroide 34255) é um asteroide da cintura principal. Possui uma excentricidade de 0.12805200 e uma inclinação de 10.89327º.
Este asteroide foi descoberto no dia 25 de agosto de 2000 por LINEAR em Socorro.